# یاد مردخای

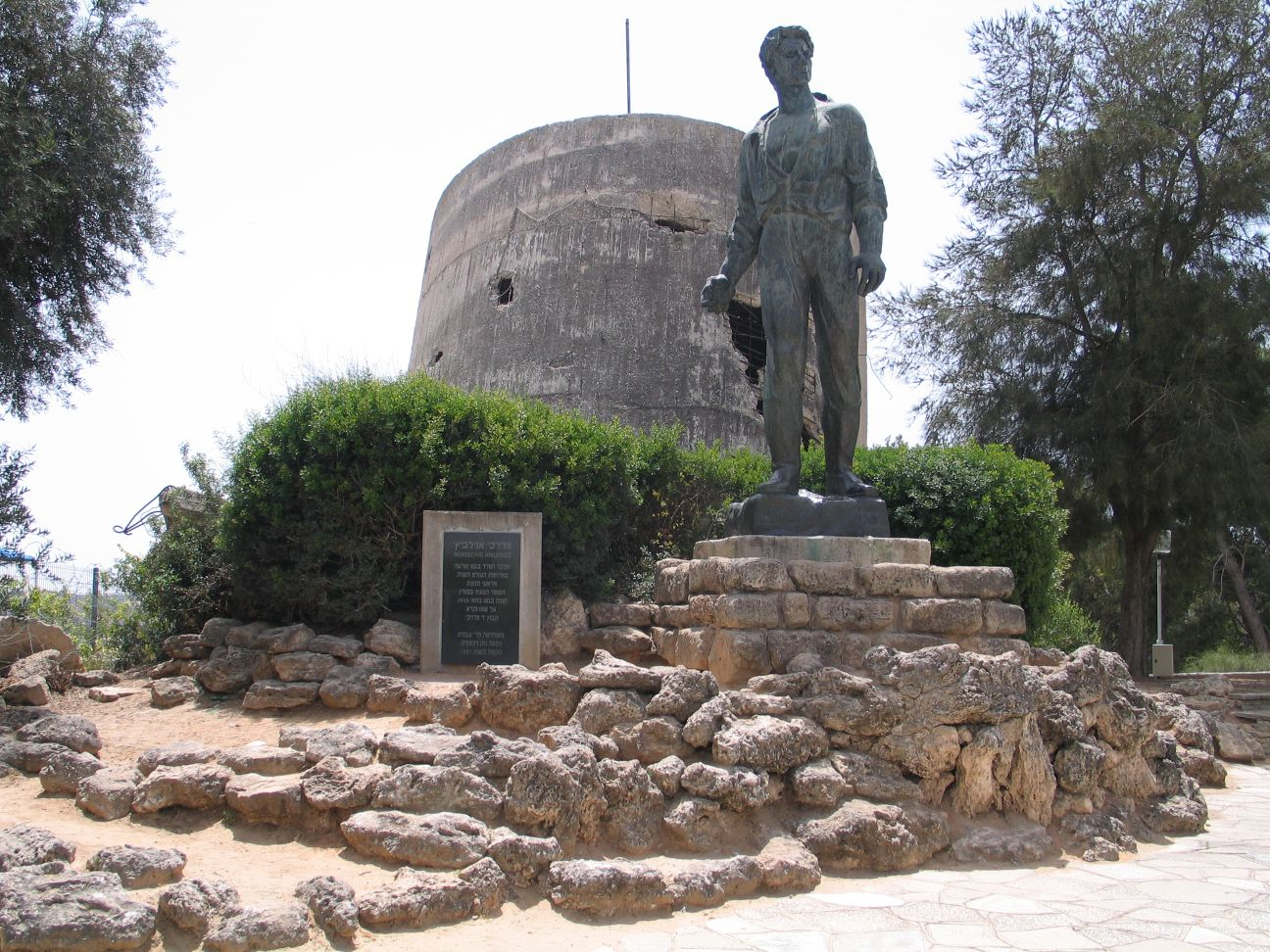
تندیس یادبود مردخای آنیلویچ و در پشت تندیس، برج آب ویران شده، یادمان جنگ استقلال اسرائیل که به عنوان «نماد مقاومت» شناخته می‌شود.

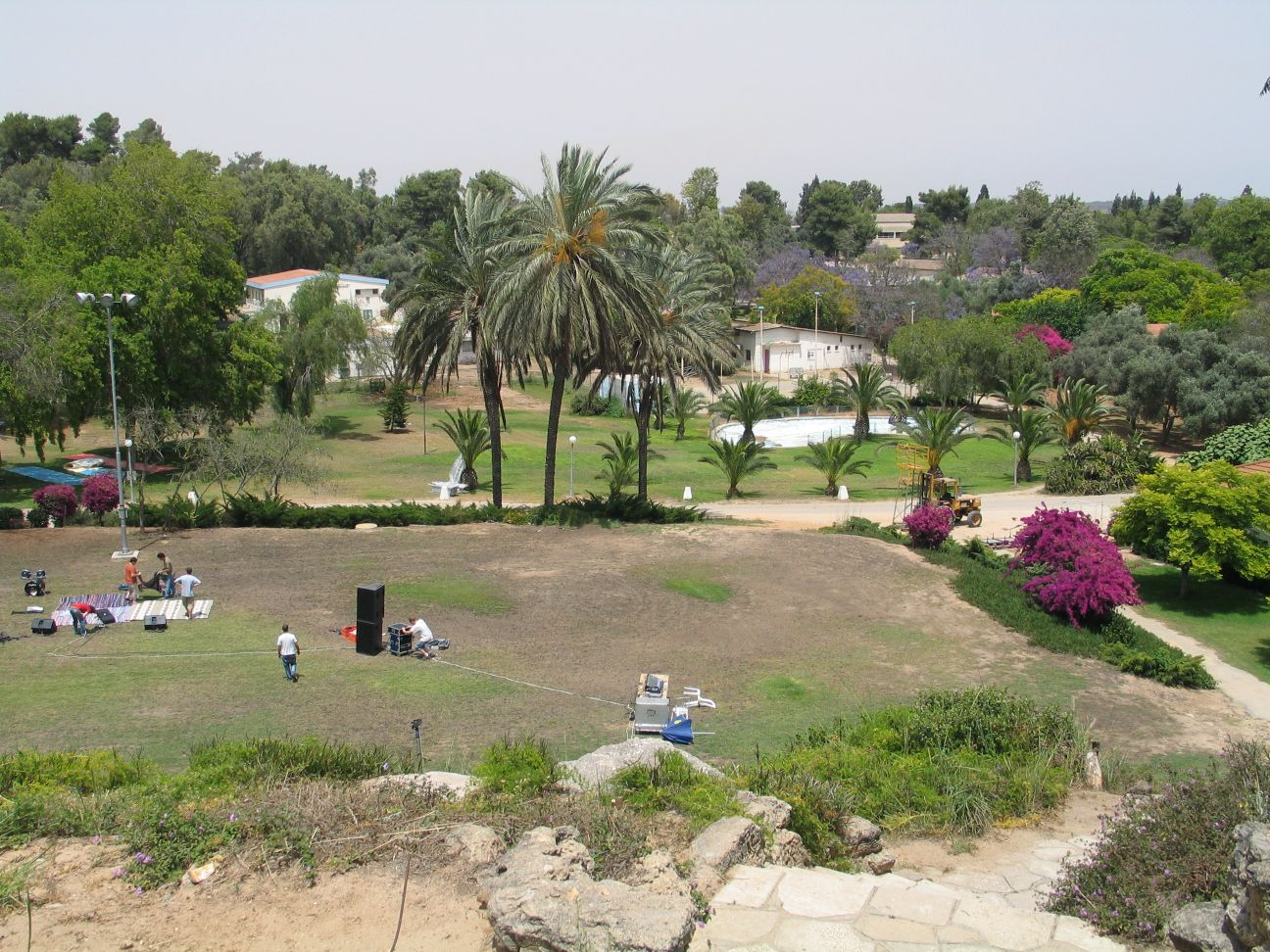
باغ‌های ید مردخای در وسط بیابان‌های صحرای نگب به وجود آمده است.

یاد مردخای (به عبری: יד מרדכי) یک کیبوتص در جنوب کشور اسرائیل است. کیبوتص یاد مردخای در ۱۰ کیلومتری جنوب شهر اشکلون قرار دارد. جمعیت این کیبوتص در سال ۲۰۰۶ میلادی، ۷۱۰ نفر بوده‌است. این کیبوتص در سال ۱۹۴۳ میلادی، به یاد مردخای آنیلویچ، رهبر شورش یهودیان در گتوی ورشو علیه ظلم نازی‌ها نام‌گذاری شد. همچنین واژه «ید» به معنی «یادبود» از واژه «یاد»، از زبان فارسی وارد زبان عبری شده‌است.
کیبوتص ید مردخای را مهاجران یهودی لهستانی که از قرن‌ها آزار و اذیت گریخته بودند، بنا کردند.

## نماد مقاومت
با پایان قیومیت بریتانیا بر فلسطین و ساعاتی پس از اعلام استقلال کشور اسرائیل در تاریخ ۱۴ مه ۱۹۴۸ میلادی، ارتش کشورهای اردن، یمن، سوریه، عراق، لبنان، عربستان سعودی و مصر به‌طور هم‌زمان به خاک کشور تازه تأسیس اسرائیل از چهار جبهه حمله کردند. اسرائیل در آن‌زمان دارای ارتش واحد نبود و گروه‌های شبه‌نظامی یهودی با اتحاد با یکدیگر، جای خالی ارتش اسرائیل را پر کردند.
یاد مردخای در راه تاخت و تاز نیروهای ارتش مصر و بر سر راه آن‌ها برای تصرف شهر تل‌آویو بود. نبرد ساکنین کیبوتص با نیروهای مصری، این کیبوتص را برای اسرائیلی‌ها به «نماد مقاومت» تبدیل کرد. با اینکه کیبوتص ید مردخای سقوط کرد، اما ارتش مصر به اندازه‌ای معطل شدند که گروه‌های شبه‌نظامی یهودی فرصت کردند تا خط دفاعی جدیدی در شمال یاد مردخای ایجاد کند و در آن محل سربازان در حال پیشروی مصر را متوفق کند و آن‌ها را عقب برانند.